# Jazz piano
Jazz piano é um termo coletivo que se refere às técnicas utilizadas pelos pianistas para tocar jazz, em um grupo ou como um instrumento solo. Por extensão, jazz piano pode designar as mesmas técnicas em qualquer outro instrumento de teclado. O piano foi importante para a própria constituição da linguagem do jazz desde o início, tanto em solos como em conjuntos, sendo por isso muito utilizado pelos músicos e compositores de jazz para ensinar ou aprender a teoria e a elaboração de arranjos, independentemente do instrumento principal de cada um deles. Isso se deve, em grande parte, à  natureza harmônica e melódica do instrumento, pois, assim como a jazz guitar, o órgão Hammond, o vibrafone e outros insrumentos de teclado, o piano é um dos poucos instrumentos que, num conjunto de jazz, é capaz de executar acordes, e não apenas notas isoladas, como é o caso do saxofone e do trompete.
O jazz piano tem origem nos anos 1920, quando emerge, principalmente em Nova York, o estilo conhecido como stride ('salto', em inglês ) ou Harlem stride, do qual James P. Johnson foi um dos expoentes. Nesse estilo, a mão direita improvisava melodias,  enquanto  a mão esquerda era usada para estabelecer o ritmo, alternando uma nota ou um acorde tocado uma oitava (ou mais) acima.